# Église Saint-Barnabé de Saint-Inglevert
L’église Saint-Barnabé est située à Saint-Inglevert dans le Pas-de-Calais.

## Historique
Le chœur de cette église est inscrit aux monuments historiques par arrêté du 10 juin 1926.